# Kostel Umučení svatého Jana Křtitele (Čestice)
Kostel Umučení svatého Jana Křtitele, někdy také nazýván kostel Stětí sv. Jana Křtitele, je kulturní památka a farní kostel Římskokatolické farnosti Čestice. Byl postaven v románském slohu v 1. polovině 13. století. Ve 14. století byl upraven v raně gotickém stylu (presbytář a sakristie). Presbytář má křížovou klenbu a nástěnné malby ze 14. století, na kterých jsou vyobrazena poprsí proroků a světců; na žebrech a ostění triumfálního oblouku je ornamentální dekor. Z původní stavby se zachovala chrámová loď s věží, která má dochována sdružená románská okna. Chrámová loď byla nově zaklenuta v letech 1843–1844; z té doby pochází kamenné schodiště před kostelem.

## Zařízení kostela
Hlavní oltář, který je portálový s točenými sloupy a sochami, pochází z doby kolem roku 1730. Rokem 1737 je datována řezbářská výzdoba interiéru kostela provedená sochařem a řezbářem Janem Karlem Hammerem. Oltářní obraz svatého Jana Křtitele namaloval rokokový malíř František Julius Lux. U vchodu do kostela je umístěna pamětní deska připomínající umučeného kněze Josefa Jílka.
Vitrážová okna vznikala postupně v letech 1958 až 1982. Z popudu duchovního správce čestické farnosti Petra Mikeše je navrhl malíř, grafik a ilustrátor Miloslav Troup (1917-1993) - mj. autor návrhů vitráží v Praze, Olomouci, Pitíně, Ostravě, Martině. Vitráže realizoval zakladatel věhlasného pražského ateliéru zaměřeného na výrobu vitráží Josef Jiřička sen. (1903 – 1969). Jedná se o sedm vitrážových oken s námětem sedmi skutků milosrdenství (Hladové sytiti, Žíznivé napájeti, Nahé odívati, Pocestné do domu přijímati, Nemocné navštěvovati, Vězně osvobozovati, Zemřelé pochovávati) a nadsvětlík vstupních dveří do kostela (Ježíš Kristus vyjmenovává Skutky milosrdenství). (Mat 25, 35-36)